# 机器人格斗

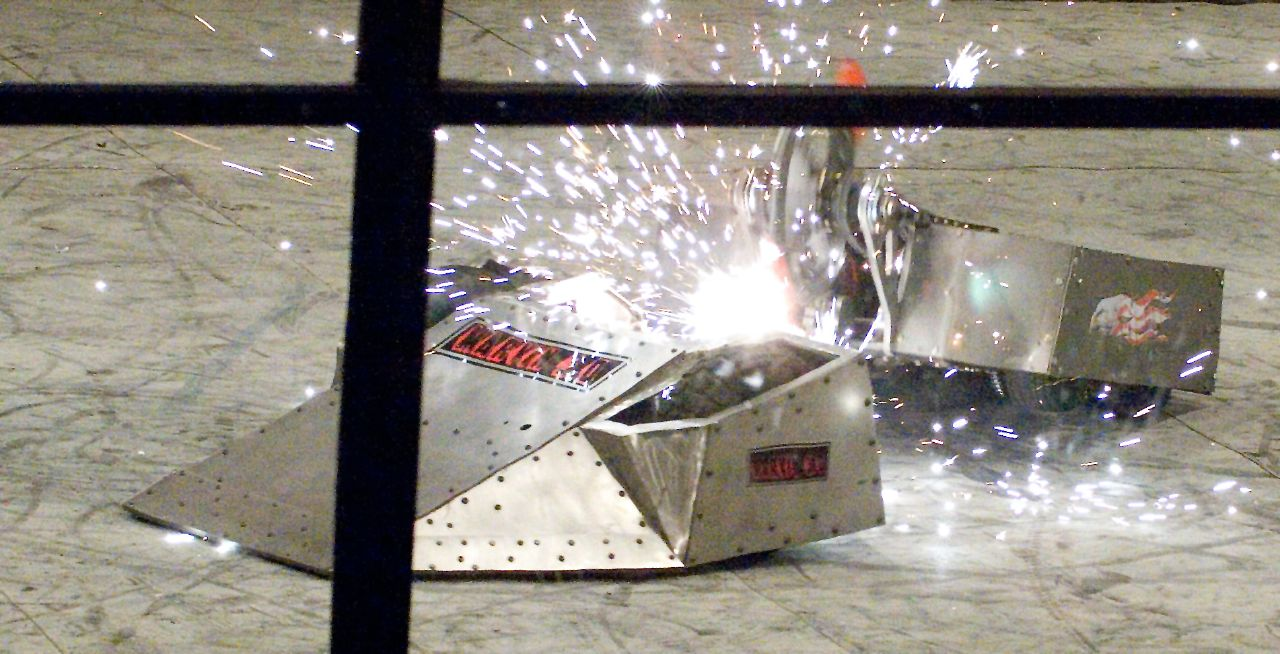
正在比賽中的格鬥機器人

機器人格鬥（英語：Robot combat，有時也被稱作戰鬥機器人）是一种機器人比赛，比賽內容為參賽選手們操控格鬥機器人(類似遙控車)來進行的機器人格鬥比賽，其中格鬥機器人會被設計為透過各種方法擊倒對手的機器人，這些機器通常是以遙控控制而不是自主機器人。
機器人格鬥比賽至今已經被拍成各種電視劇集，其中最知名包括英國的《超暴力激鬥》(機器人大戰)和美國的《BattleBots》(又稱機器人大擂台) 。這些節目最初於 20 世紀 90 年代末至 2000 年代初播出，並在 2010 年代中期經歷了復興。除了電視轉播的比賽外，世界各地也有各種的組織進行不同量級的比賽和表演，例如: NHRL，Extreme Robots ; 也有以此為靈感製作的電視劇或漫畫作品如:《我的時代，你的時代》，《超級機器人大作戰》等。
機器人格鬥的參賽者者通常都是業餘愛好者，他們的機器的複雜性和成本可能有很大差異。所以機器人格鬥皆採用重量級別來進行分類。由於格鬥機器人的破壞力，機器人戰鬥場地一般皆以防彈透明聚碳酸酯塑膠包覆。
格鬥機器人擁有各種適用於戰鬥的設計。機器人設計通常包含用於攻擊對手的武器，例如斧頭、錘子、彈射板和切割刃。為了防止參與者受傷和場地遭過度破壞，機器人格斗比賽通常都會制定各種比賽規則，例如:限制武器的最大功率、禁止使用槍類武器以及其他任何可能傷害參與者和觀眾的戰術。

## 歷史
現存最古老的機器人格鬥比賽包括在丹佛舉辦的“ Critter Crunch ”（約於 1987 年創辦）和在美國東南部舉辦的“Robot Battles”（於 1991 年創辦）。

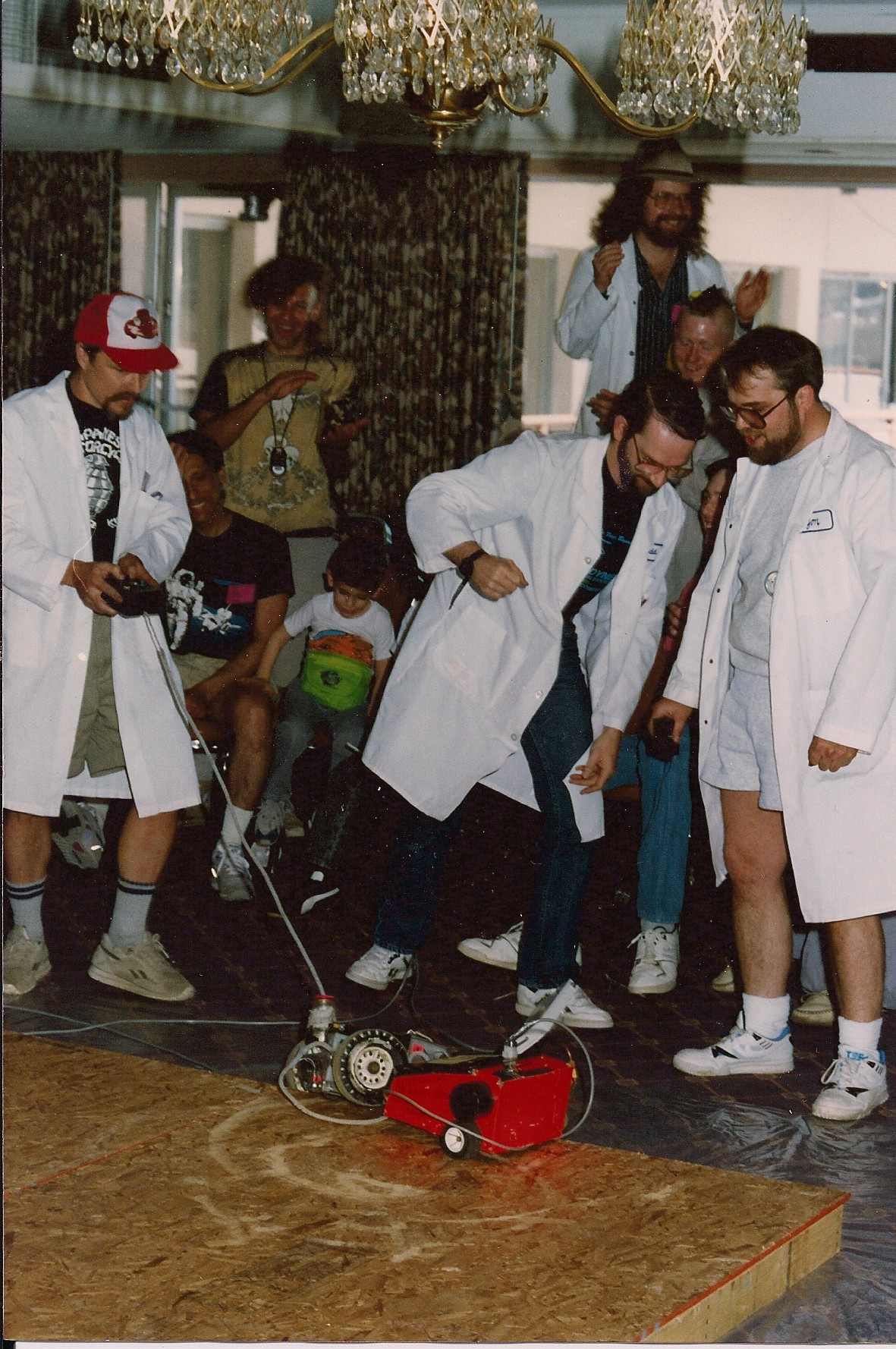
1991 年的Critter Crunch，當時"Agent Orange"擊敗了 Bill Lewellyn 的機器人贏得了比賽

- 1987 年 – “丹佛瘋狂科學家協會”在丹佛 MileHiCon 科幻小說大會上組織了第一屆Critter Crunch 競賽 [1]。
- 1990 年—第一屆機器人奧運在蘇格蘭格拉斯哥舉行，由圖靈研究所主辦，有著來自多個國家機器人之間的娛樂競賽。
- 1991 年 –  Kelly Lockhart 在亞特蘭大DragonCon科幻大會上組織了首屆機器人格斗比賽(Robot Battles) [1] 。
- 1994 年 – 馬克·索普(Marc Thorpe)在美國舊金山組織了第一屆機器人大戰(robot wars)比賽。1994年至1997年每年舉辦四屆比賽。
- 1997 年 – 《機器人大戰》名稱權轉讓給英國電視製作公司 Mentorn，該公司製作《超暴力激鬥》(robot wars)電視劇。系列 1 和系列 2 ，其中包含競技遊戲、障礙訓練以及簡單的戰鬥。在系列 3 中，主要競爭完全轉變為戰鬥。從 1998 年到 2003 年， 《超暴力激鬥》在英國播出了9 個系列賽（7 個主賽系列賽和兩個「極限」副賽系列賽）共157 集。 （2001 年至2002 年），兩部在美國製作。
- 1999 年 –由於法律爭議Marc Thorpe於1999年Robot Wars名稱的所有權交給了Profile Records聯合創始人Steve Plotnicki，在這件事發生後，大批美國本土Robot Wars的參賽者拒絕參加《超暴力激鬥》，促使美國的前機器人大戰參賽者格雷格·孟松 (Greg Munson)和愛德華·P·洛斯基(Trey Roski)聯合組織了一場新的比賽，名為BattleBots。第一場比賽以網路直播的形式進行，第二場比賽則以有線電視「按次付費」的方式進行。
- 2000 年 – BattleBots被喜劇中心選為每週電視節目。該劇共五季，截止於 2002 年。
- 2001 年 – Robotica作為每週系列節目出現在學習頻道上。此賽制的特點是對參賽機器人進行力量、速度、機動性以及戰鬥上的測試。該劇共播出三季，於 2002 年結束。
- 2002 年 – 機器人格鬥聯盟 (RFL) 成立，這是一個由美國、加拿大和巴西機器人格鬥賽事組織者組成的監管機構。該機構制定一套統一的規則並推廣這項運動。
- 2003 年 – 格鬥機器人協會 (FRA) 成立，該協會是管理英國和歐洲機器人格鬥賽事的監管機構。
- 2004 年 – 機器人格鬥被列為加州舊金山 ROBOlympics 活動的一項比賽項目，參賽者來自多個國家。包括機器人格鬥在內的 ROBOlympics比賽於 2004 年至 2008 年舉行。
- 2008 年 – ROBOlympics 更名為 RoboGames，雖然多數賽事與格鬥無關，但機器人格鬥卻是此活動的一大特色。賽事於2008 年至 2013 年、2015-2018 年及2023年舉辦至今[3]。
- 2009 年 –  ROBOlympics拍攝了三場官方比賽，希望獲得電視贊助，但沒有達成任何共識。
- 2013 年 – 機器人戰鬥聯賽，一部由Syfy製作以人形機器人戰鬥為主題的節目播放，首播一季。
- 2014年－MegaBots Inc.創立，此公司旨意在組織並播出由人類駕駛的機器人格鬥比賽，並在2017年首次播出美國Megabots VS 日本水道橋重工的機器人比賽[4]，並獲得了“最大的戰鬥機器人”類別的吉尼斯世界紀錄，之後在該公司在2019年宣布破產。
- 2015 年 – 《BattleBots》作為ABC電視網的夏季影集重返電視節目；該劇已續訂第二季，於 2016 年夏季播出。
- 2015 年 – 首屆豐泰文教盃機器人年賽在雲林縣舉辦，並在2016年加入無限挑戰組比賽，成為台灣最早的格鬥機器人比賽[5]。
- 2016 年 – 《超暴力激鬥》在 BBC2 重返英國電視台，並於 2017 年推出另外兩部影集。
- 2018 年 – 經過一年的中斷後，BattleBots重返探索頻道和科學頻道的電視節目。截止至2023年，每年都會製作新一季的BattleBots劇集。
- 2018 年 – 中國第一檔格鬥機器人節目《鐵甲雄心》在浙江衛視播出，並在隔年推出續集《鐵甲雄心II》，同年優酷推出第一檔格鬥機器人綜藝《這！就是鐵甲》，愛奇藝也推出《機器人爭霸》。
- 2018 年 –BBC 取消《超暴力激鬥》後，Bugglebots（一項由前Battlebots、Robot wars 和鐵甲雄心參賽者參加的甲蟲量級比賽）在 YouTube 上播出。
- 2018 年 – 國家浩劫機器人聯盟( National Havoc Robot League，縮寫為 NHRL)成立，該組織主辦並直播世界上規模最大的 3 磅機器人格鬥比賽。
- 2021 年 – 《 BattleBots 》的衍生作品《BattleBots：賞金獵人》在Discovery+首播。續集《BattleBots：冠軍》於 2022 年首播。
- 2023 年 – NHRL成為世界上最大的機器人格鬥賽事，其 3 磅、12 磅和 30 磅世界錦標賽的獎金池總加起來超過200萬美元。

## 規則

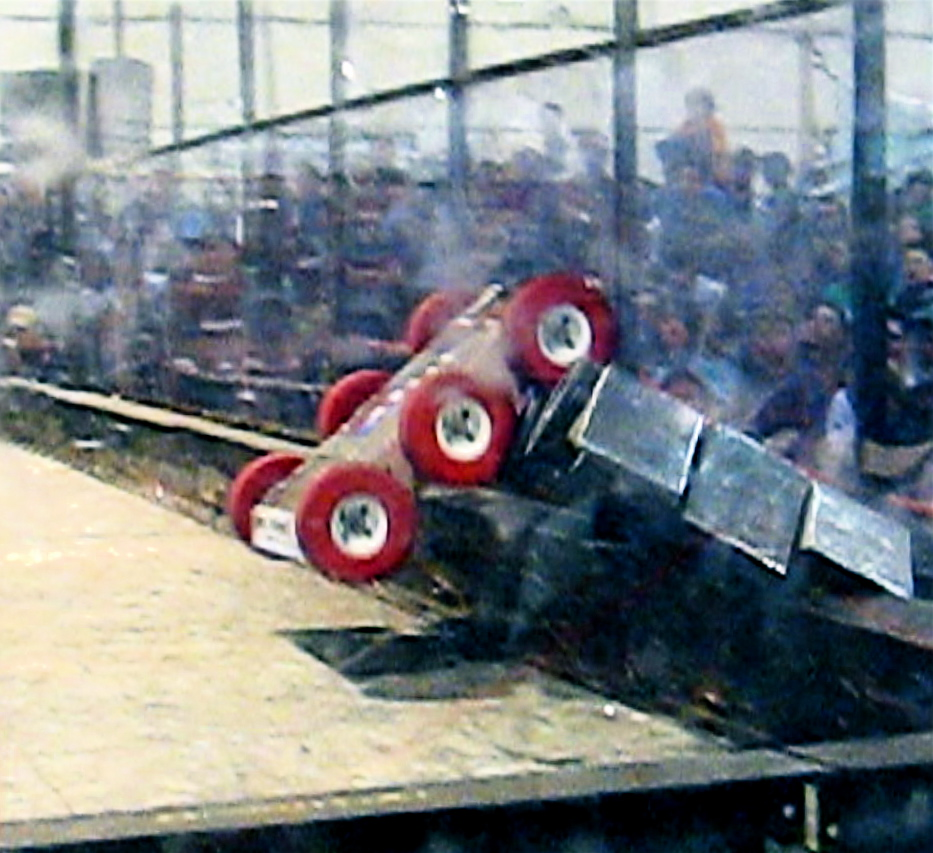
RoboGames參賽者Sewer Snake
正在嘗試將對手擊出場外

機器人格鬥是遠端遙控控制的機器人在專門建造的競技場中進行戰鬥。而戰鬥通常有時間限制，雙方選手要嘗試在有限的時間中擊倒對手的機器人，像是將對手擊出場外(Out Of The Arena，縮寫為OOTA)、擊毀對手或使其停止移動(knock out，縮寫為KO或K.O.)，在比賽時間結束後，雙方機器人皆未被擊倒的情況下，則由一名或數名評審評估戰鬥表現來決定獲勝者(Judging Decision，縮寫為JD)。

### 重量等級
與格鬥類運動類似，機器人格鬥是按重量級別進行的，但即使是最重的量級也有最大限制。較重的機器人可以發揮更大的力量並具有更強的裝甲，但通常製造起來更加困難及昂貴。
不同比賽的重量分級定義都會有所不同。下表顯示了兩個組織的重量分級：英國戰鬥機器人協會 (FRA) 和 北美SPARC。
|                                        | FRA            | SPARC          |
| -------------------------------------- | -------------- | -------------- |
| Fairyweight/仙量級                     | 不適用         | 0.33磅（0.15） |
| Antweight/蟻量級                       | 0.15（0.33磅） | 1磅（0.45）    |
| Beetleweight/甲蟲級                    | 1.5（3.3磅）   | 3磅（1.4）     |
| Mantisweight/螳螂級                    | 不適用         | 6磅（2.7）     |
| Hobbyweight/業餘級                     | 不適用         | 12磅（5.4）    |
| Dogeweight/狗量級                      | 不適用         | 15磅（6.8）    |
| Featherweight/羽量級                   | 13.6（30磅）   | 30磅（14）     |
| Lightweight/輕量級                     | 30（66磅）     | 60磅（27）     |
| Middleweight/中量級                    | 55（121磅）    | 120磅（54）    |
| Heavyweight/重量級                     | 110（240磅）   | 220磅（100）   |
| Alternative Heavyweight Class/超重量級 | 不適用         | 250磅（110）   |

大多數電視轉播的賽事都是重量級賽事。值得注意的是，每個重量類別的定義已隨著時間的推移而發生了變化 - 隨著時間的推移，歐洲 (FRA) 重量級的規則從 80 公斤升級到 100 公斤，再到 110 公斤。
目前重量級賽事的重量限制大部分已改為 250 磅（113 公斤）左右。
為了鼓勵設計的多樣性，規則通常會讓可以以輪子之外的方式進行移動的機器人擁有更多的重量限制。

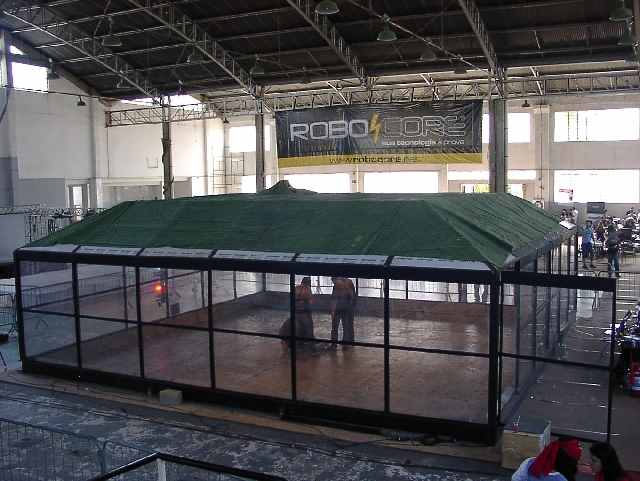
機器人格鬥使用的競技場

### 比賽安全
鑑於機器人格鬥的高度危險性，安全是場地設計的核心因素，場地通常是一個堅固的封閉競技場，通常由鋼筋、鋼板和多層防彈透明聚碳酸酯塑膠製成。
機器人格鬥的比賽規則通常對可能造成人員傷害或可能導致比賽無趣的設計做了限制。對需要氣動、液壓或高功率電機的機器人使用的材料和最大功率也會有嚴格的規則，電子控制電路也需要故障安全系統。一般來說，禁止使用的武器包括網子、液體、故意無線電幹擾、高壓放電、不受束縛的發射物，以及火焰發射器，但隨著不同賽事的規定，比賽規則也會隨之變化。

## 格鬥機器人的武器裝備和設計

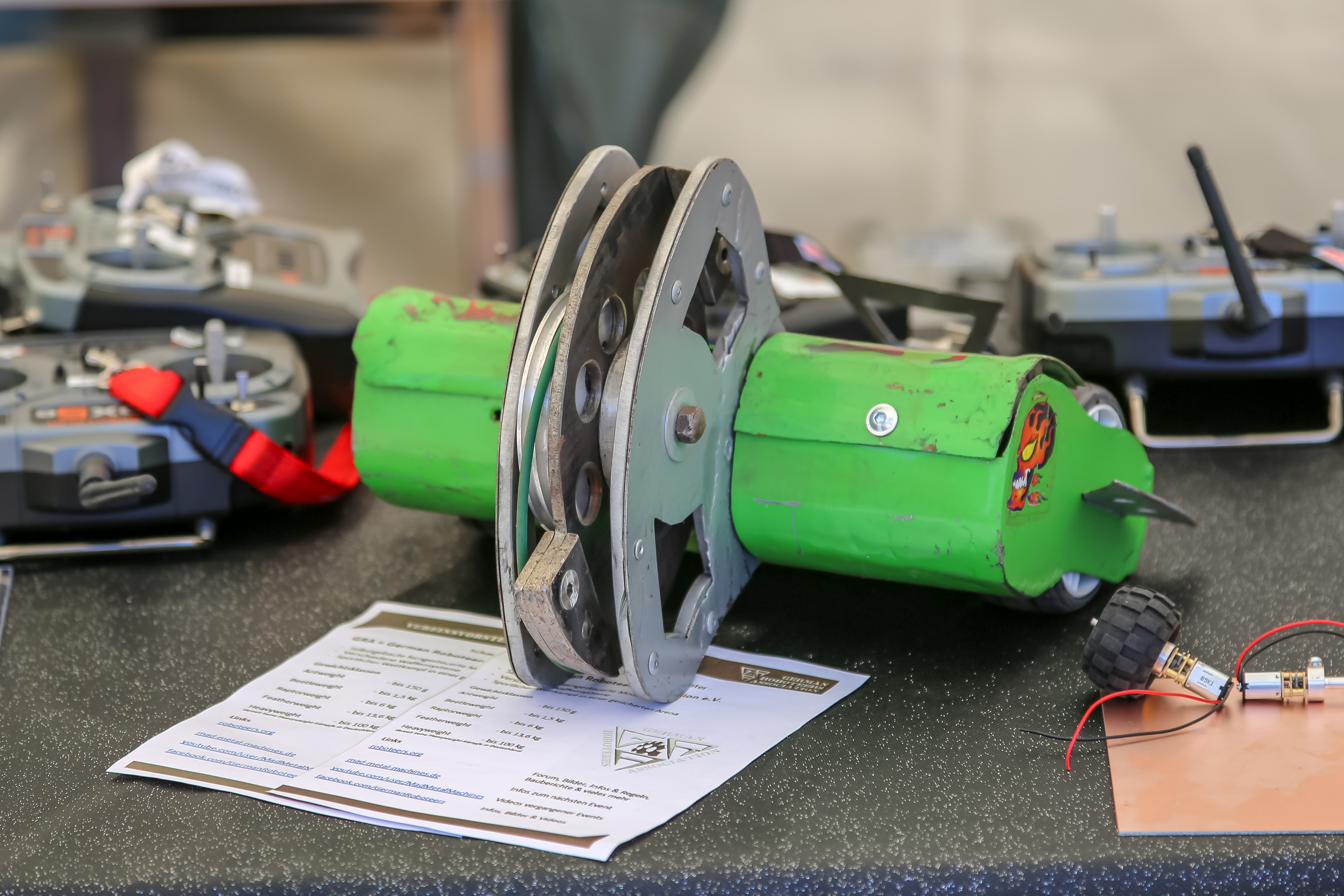
配備有垂直旋轉盤的格鬥機器人

一個有效的格鬥機器人必須擁有某種方法來破壞或控制對手的行動，同時保護自己免受攻擊。儘管有些機器人上會搭載多種武器，但絕大多數成功的格鬥機器人都設計成只有單項武器，以使用更多的重量來設計武器使其效益最大化。
這是大多數基本類型武器的清單。大多數機器人武器屬於以下類別之一:

### 被動武器

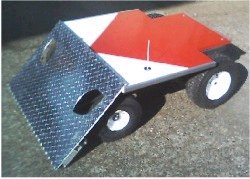
Robotica第一季比賽的冠軍Run Amok，設計為最基礎的鏟車

被動武器是指不依賴獨立於機器人移動系統的電源來進行使用的武器，常見於早期的比賽或是競技場安全性較低、較輕量級的比賽中，許多現代規則集，例如BattleBots和Robot Wars的重新啟動版本，要求機器人擁有主動武器以改善比賽觀賞性，從而影響或禁止了某些設計，例如反扭鑿擊和鏟車型機器人。
- 鏟車型機器人/Rammer  – 俗稱為鏟車，採用高功率傳動系統和重型裝甲的機器人可以利用其速度和機動性反覆撞擊對手，以期損壞武器和重要零件。他們的推力也可以用來將對手推入競技場陷阱。通常此機型擁有多個輪子，用於最大化牽引力和穩定性，並且通常設計為可雙面行駛減少被擊倒的機率，由於不必另外設計武器系統，所以製作成本低廉且方便維修。由於許多現代比賽規則要求所有機器人都必須擁有主動武器，因此現代鏟車型機器人通常會再配備其它類型的武器。《超暴力激鬥》(機器人大戰)系列 6 的冠軍Tornado和系列 7 的亞軍Storm II是高效的鏟車型機器人。前者使用可互換的武器（通常是小型滾筒），而後者則配備氣動舉重臂以避免被取消資格。
- 楔子/Wedge – 最常被和各種不同種武器結合的武器設計，楔子使用斜面移動到對手下方並打破其與競技場地板的接觸，傾斜度越低，將對手機器人從地面抬起的機會就越大，抬起後可以降低對手移動性並使其容易於推入牆壁或陷阱。斜度較大的楔子也可用於偏轉其他機器人的攻擊。小楔子則可用於舉起對方機器人並將其送入輔助武器系統。可以將一個楔子與其他武器一起連接到機器人的後部，以在主武器發生故障時用作「備用武器」。與鏟車型機器人一樣，必須與其他武器結合才能在某些現代比賽中合法使用，也有部分比賽並不將楔子視為一種武器。
- Thrwackbot – 有時被翻譯為橫向鑿擊，此種設計多為兩輪且機體狹窄、移動高速，外殼上裝有長竿，長竿末端裝有衝擊武器，創造出一種可以在原地高速旋轉並在水平圓週上擺動武器的機器人。設計簡單且耐用性高，但如果不使用複雜的電子設備，機器人就無法在旋轉時以受控方式移動（請參見下面的 Melty-Brain Spinner）。
  - 反扭鑿擊(反扭揮擊)/Torque Reaction – Thrwackbot的變體之一，在英文也被稱為Axlebots，這種機型有兩個非常大的輪子，機器人的小機體懸掛在它們之間。小機體上有一個垂直方向的長柄錘子、鎬子或斧頭。加速時，武器臂向上擺動到機器人後部以抵消馬達扭矩。當機器人煞車或反方向行駛時，武器會強行向反方向揮動並揮向對手頂部。此種機型構造簡單，容易改裝，也可以進行華麗、攻擊性的表演，巨大的輪子也有助於逃離對手武器或場地機關，但相對的此種武器設計攻擊力較小，巨大的輪子也容易成為攻擊目標，而且像 thwackbots 一樣，它們很難控制。

### 旋轉武器

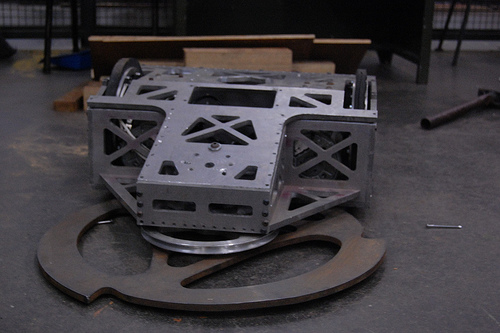
一台搭載了水平轉盤的格鬥機器人，旨意在攻擊對手輪胎或底盤來擊倒對手

旋轉武器是一種基於圍繞軸高速旋轉的葉片、圓柱體、圓盤或桿的武器。這是最受歡迎和最具破壞性的武器形式，因為它具有在小區域內快速傳遞大量動能的潛力，也有鑑於其具有極高的危險性，大多比賽對於此種武器有各種嚴格的規定限制。
- 鋸片/Saw Blades – 是早期機器人格鬥流行的武器，這些機器人使用的鏈鋸或切割機專用的電機給武器鋸片提供動力，通常此武器會以極高的速度旋轉，使鋸齒狀刀片切開對手的裝甲並破壞其內部的電子零件。這些武器可以產生壯觀的火花，並且很容易與其他設計結合使用，像是和可以前後擺動的機械臂結合成「錘鋸」，但對於擁有更堅固裝甲的機器人來說可能無效。

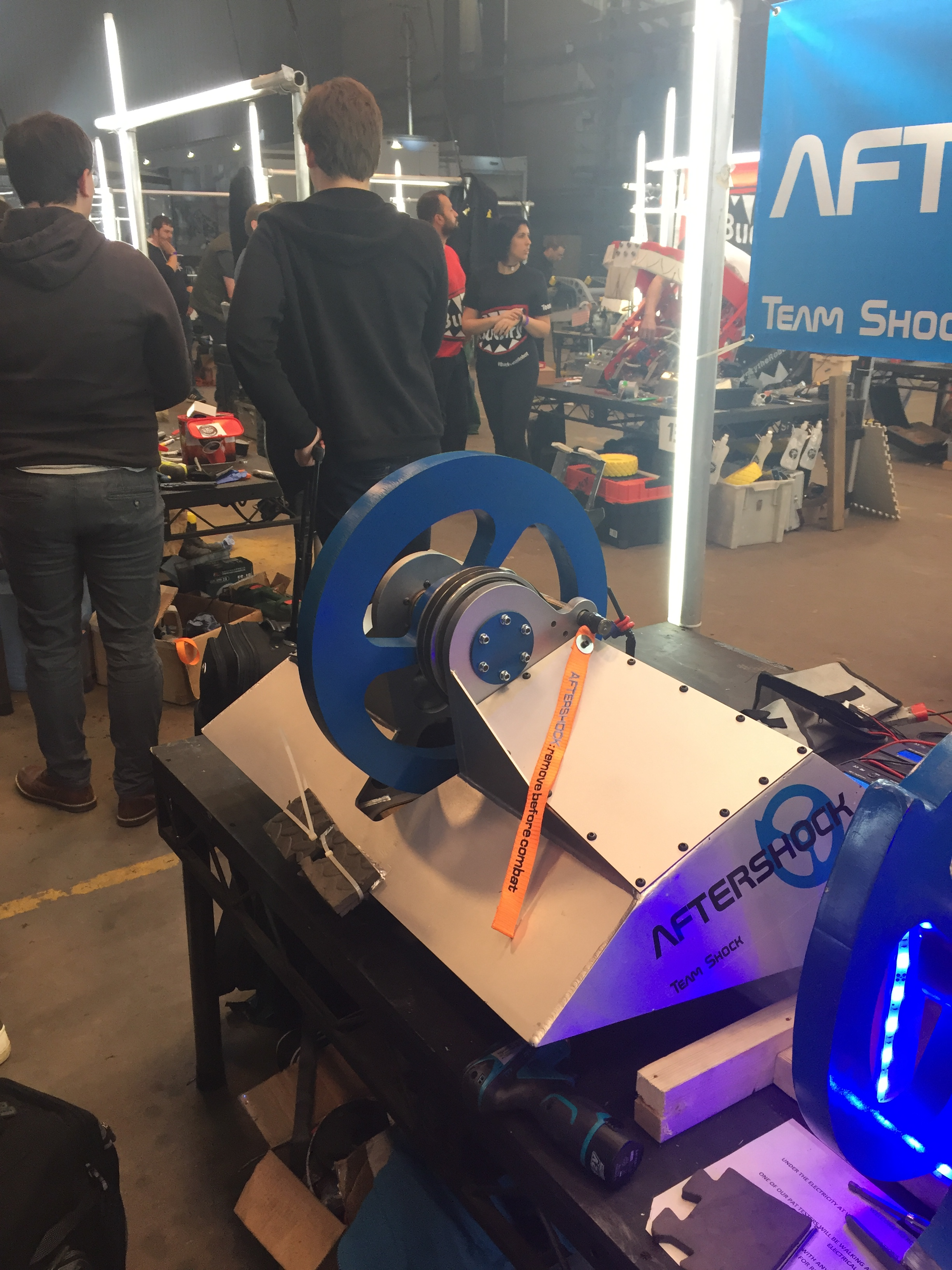
《超暴力激鬥》系列 9-10的選手After shock配備垂直旋轉器做為武器。

- 垂直旋轉器/Vertical Spinner  –俗稱豎轉，由安裝在水平軸上的厚圓盤或扁棒組成。大多數垂直旋轉器沒有像鋸片那樣有很多小鋸齒來切割，而是有更大且少數的"鋸齒"卡住對手並將他們扔到空中或撕下大塊的裝甲。由於此種武器非常容易給對手造成大量傷害並非常穩定，使得垂直旋轉器在各個級別的比賽中都非常普遍。

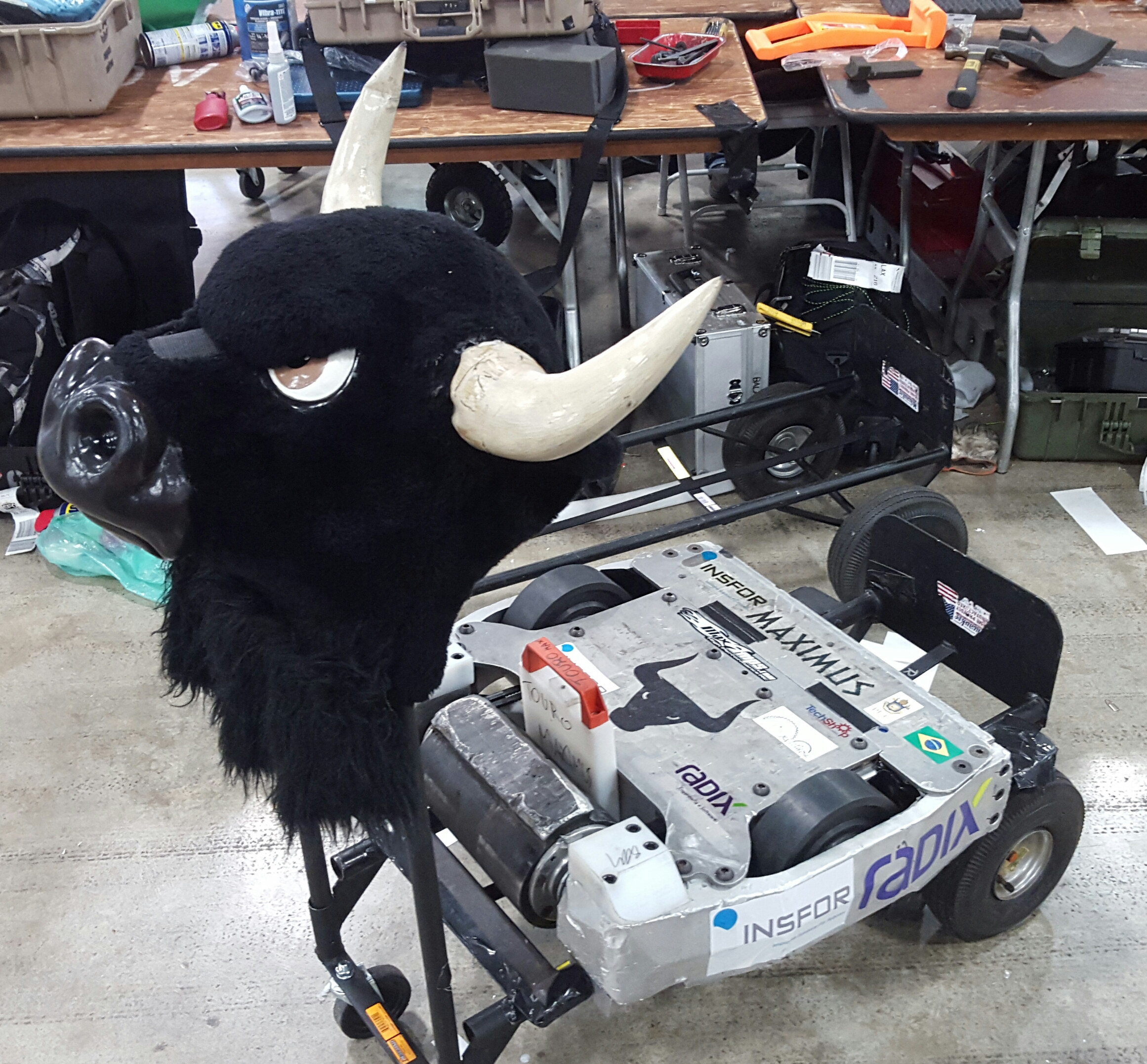
搭配鼓式旋轉器的格鬥機器人Touro Maximus

- - 鼓式旋轉器/Drum Spinner –俗稱轉鼓或滾筒，鼓式旋轉器是垂直旋轉器的變體，由一個類似於壓路機輪子寬而窄的圓柱體組成，上方會再加上突起物來撕裂對手。比起垂直旋轉盤，鼓式旋轉器的加速通常會更加快速，但攻擊距離較短小。優秀的幾乎每次接觸對手時都能造成嚴重傷害。但比起轉盤，滾筒更寬且更難以加工製作。也由於大量的陀螺力矩影響，鼓式旋轉器往往會遇到極端的驅動問題。其中最成功的鼓旋轉器是由巴西 Team RioBotz 設計的的BattleBots參賽機器人Minotaur以及參加RoboGames的Touro Maximus[10]。
  - 簍空轉鼓(打蛋器)/Eggbeater –鼓式旋轉器的一種變體，將鼓式旋轉器的中央挖空以減輕重量，但由於其空氣動力學設計較差且難以加工，它通常在較低量級的比賽時較為有效。
- 水平旋轉器/Horizontal Spinner  –  俗稱橫轉，設計和垂直旋轉器相同，但水平旋轉器繞著垂直軸旋轉，旋轉刀片或圓盤通常安裝在機器人前部的下方、下方或中間高度。由於其攻擊範圍廣泛，水平旋轉器可以產生巨大的衝擊力。
- 全身旋轉器/Full Body Spinner  – 全身旋轉器將一個巨大的水平旋轉機構圍繞機器人進行圓週旋轉，其他的機器人零件（例如電池、武器馬達外殼）可以連接到外殼上，作為儲存能量的武器，以增加旋轉質量，同時將傳動系統的質量保持在最低限度。全身旋轉器需要更多的時間來使武器旋轉到一定速度，如果沒有穩定桿的幫助，通常無法自行復位，並且在旋轉時可能極度不穩定。
  - 外殼旋轉器/Shell spinner – 外殼旋轉器是最常見的全身旋轉器，將機器人本體裝載在由電動馬達從下方驅動的旋轉外殼中。這些外殼可以是圓柱形、圓錐形或圓頂形。
  - 外環旋轉器/Ring(Rim spinner) – 有外環旋轉器的機器人透過圍繞底盤圓週旋轉的環形刀片攻擊對手。這些設計通常具有可雙面行使的優點，但代價是機構複雜，因為它們需要依靠一系列齒輪將馬達動力傳遞到外環上使其旋轉。
  - 頂置旋轉器/Cage / (Overhead spinner)  – 籠式旋轉器透過類似直升機旋翼的旋轉開放式框架而不是實心外殼來旋轉攻擊對手。這類旋轉器較少見。
  - 全身式鼓式旋轉器/Full-body drum spinner   – 全身式鼓式旋轉器在結構上與 thwackbot 類似，具有管狀兩輪機身，並由垂直旋轉的圓柱形外殼包裹。儘管這些設計具有很高的破壞潛力，但它們非常難製作且非常不穩定。
  - Melty-Brain Spinner  – 也稱為Tornado Drive或Translational Drift，全身旋轉器的變體，設計理念為將整台機器作為旋轉武器駛向對手攻擊，設計在於沒有獨立武器系統的情況下運行，利用旋轉感測器和電機控制器的複雜組合進行機器人驅動，使整個機器人可以在高速旋轉機身時並以受控制的方式在競技場上移動。

### 控制型武器

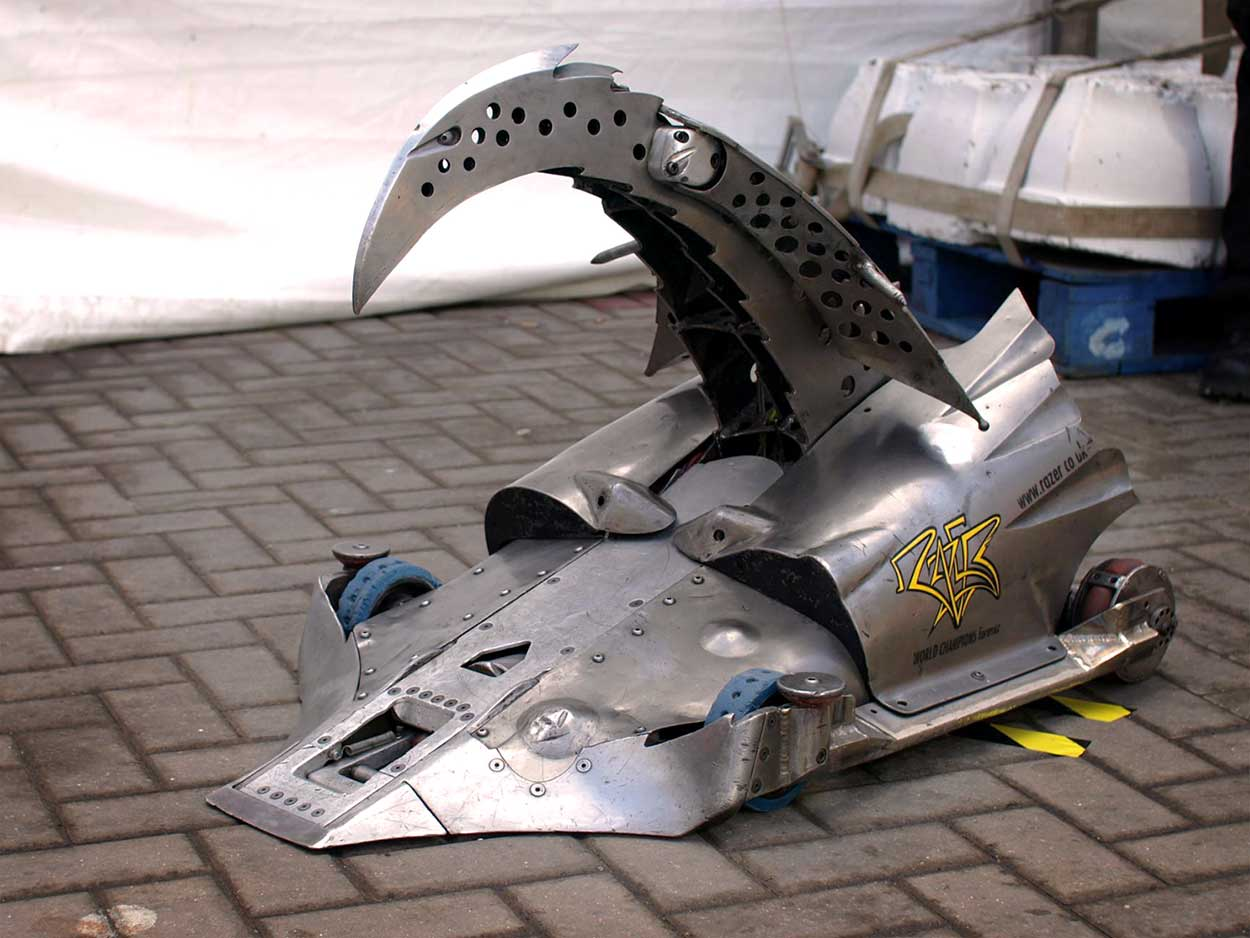
前Robot wars冠軍Razer

- 起重機/Lifter－使用類似楔子的戰術，將起重臂插入對手下方，並將其抬離場地表面或翻轉，以使其失去移動能力。也可以將另一個機器人推向競技場陷阱或嘗試將對手扔到其背上進行控制。起重臂通常使用電機加上變速箱或氣壓缸來作動。
- 彈射器/Flipper－雖然在機械結構上類似於起重機，但彈射板使用更強的氣動動力以類似於彈射器的高加速度向上發射起重臂或面板將對手從拋起至空中，並在著陸時衝擊造成傷害，有時也可以將對手彈出競技場。彈射器使用壓縮氣體驅動，所以攻擊次數大多有限。
- 伸縮矛/Spears－早期比賽中常見的武器，大多為在氣壓缸前方裝上長矛使用，旨意刺入對手並損傷重要的內部零件。
- 夾鉗(抓取器)/Clamper(Grabber)－旨在控制和擒抱對手，而不是直接造成傷害。他們利用從上方下降的手臂或爪子將對方機器人固定在楔子或升降平台上。在某些夾具中，整個組件可以將對手整個舉起，這些則被稱為抓斗。
- 破碎機/Crusher－俗稱"穿刺"，破碎機與夾鉗類似，但它們強調透過一個或多個穿刺液壓臂刺穿對手造成損壞。與旋轉器一樣，破碎機也分為水平式和垂直式兩種。最著名的機器是前Robot wars冠軍Razer。

### 錘子和斧子
該武器通常由氣動或電動致動器透過齒條和小齒輪或直接機械聯動裝置驅動，使高架斧頭、釘子或錘子高速向對手揮動攻擊脆弱頂面，也可能會直接卡在對方的機器人身上，此時可以透過武器將它們拖向陷阱。

### 可互換的武器
機器人越來越普遍地配備可互換的武器或其他模組化組件，使它們能夠適應各種對手並增加其多功能性；這類機器人通常被稱為“Swiss army bots"”意旨和瑞士軍刀一樣多功能。

### 違禁武器

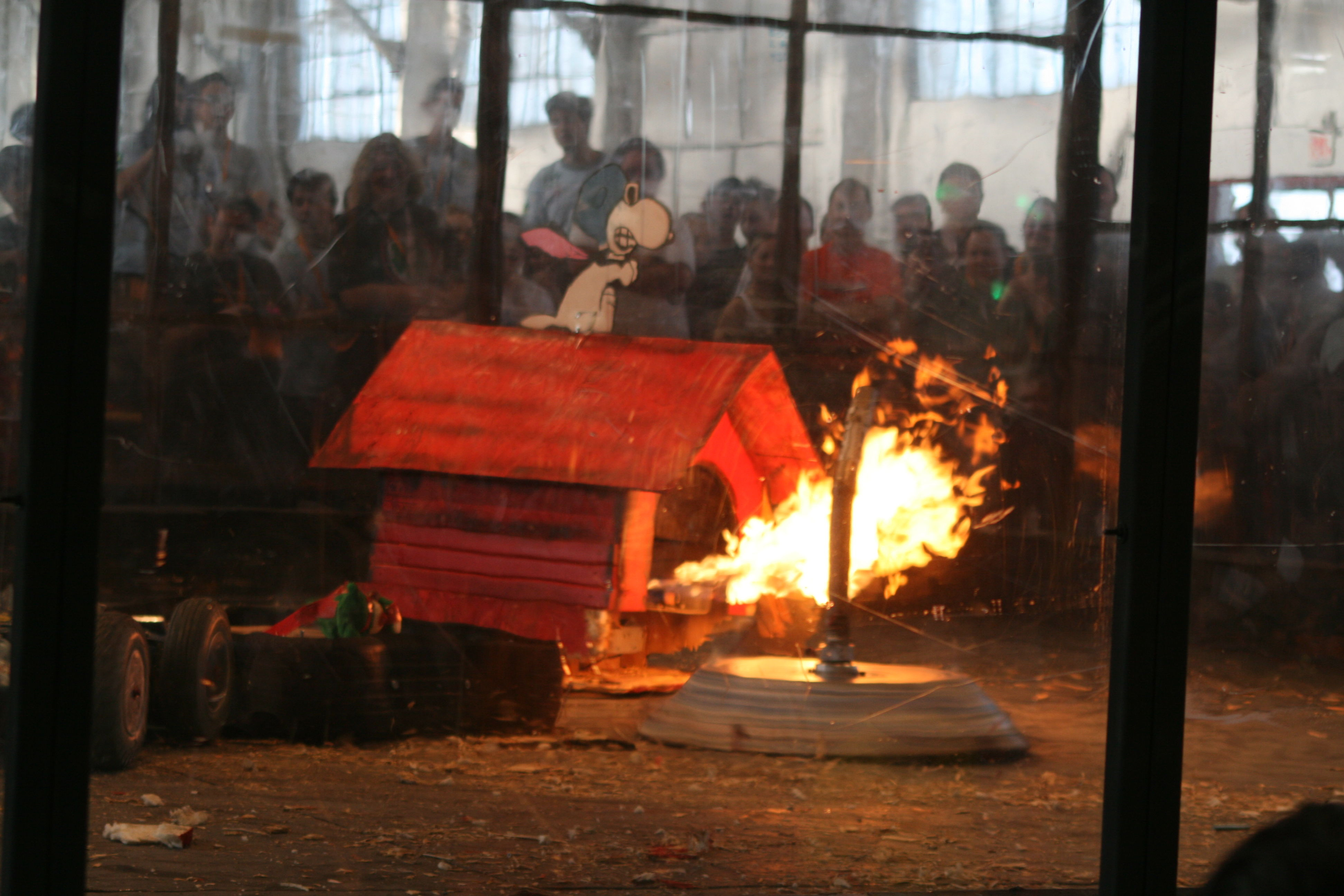
使用火焰發射器的格鬥機器人

自第一屆機器人格鬥比賽以來，某些類型的武器因為違反比賽精神、無法安全使用而被禁止。違禁武器一般包括：
- 無線電幹擾
- 可高壓放電之武器
- 液體（膠水、油、水、腐蝕劑...）
- 火焰發射器
- 炸藥
- 不受束縛的彈體
- 用於糾纏對手武器的配件(網子、布料、鐵絲...)
- 雷射武器
- 可遮擋操作者視覺之煙霧
- 海龍滅火器

但隨著競技場的安全性提升，有些武器已被開放使用，例如Battlebots在2015年後開放參賽者使用火焰噴射器。

### 少見的武器和配件

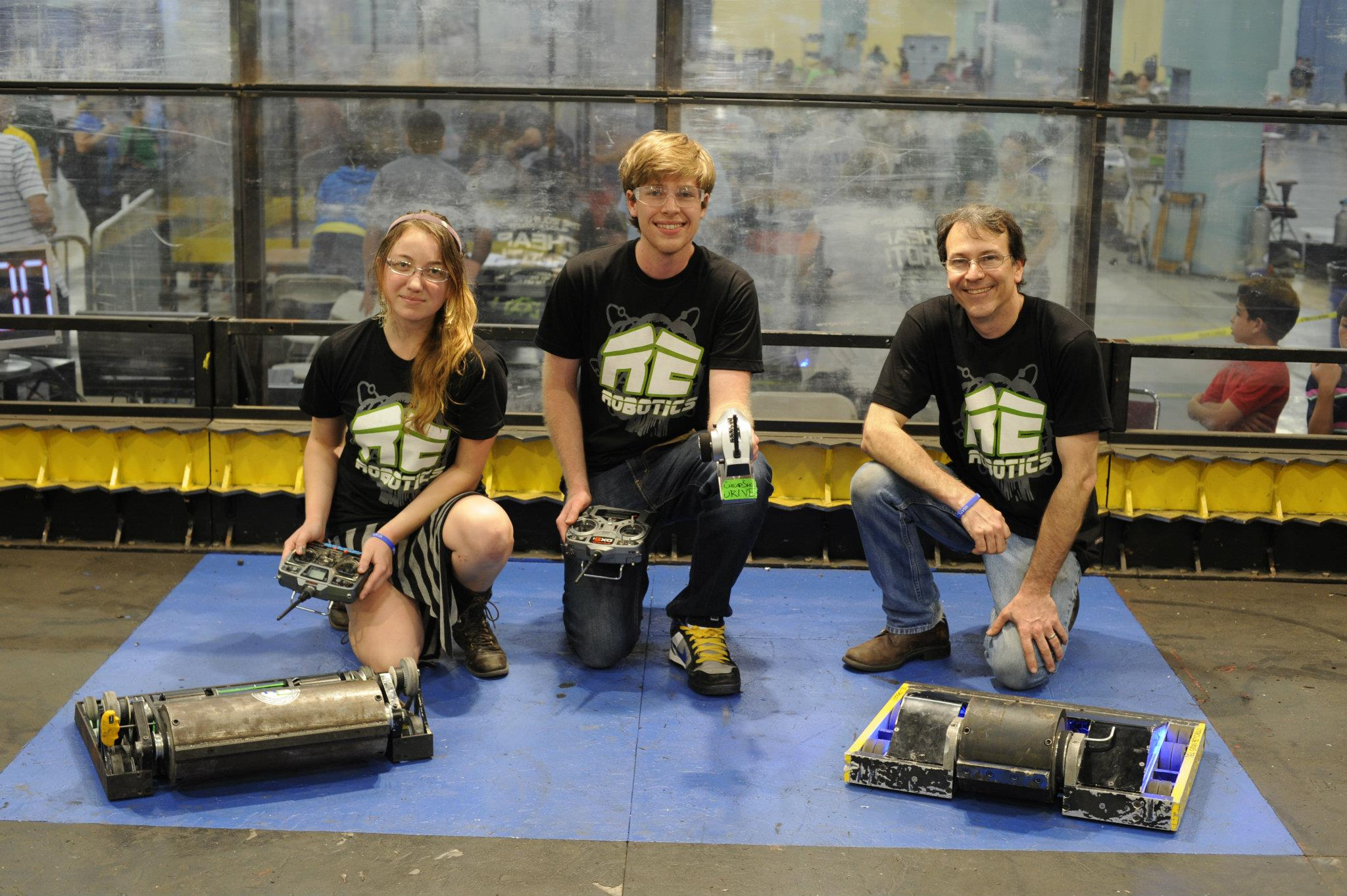
多機器人人的例子之一

- 自動扶正機構/Self-righting mechanism－由於機器人形狀、武器配置或兩者兼而有之而無法倒置（顛倒）駕駛時，需要自動扶正機構來幫助機器人翻身，通常是機器人上表面上的電動或氣動舉升臂的延伸部分，可推動場地地板以翻轉機器人回正。大多數彈射器、一些起重器，甚至一些精心設計的垂直旋轉器都可以兼作自動扶正機構使用。
- 火焰噴射器/Flame weapons－旨意在向對手發射火焰使其燃燒，但由於潛在的危險性，在部分比賽中禁止使用。

- 多機器人（集群機器人）/Multibots (clusterbots) —在規定的重量中，製作多台可以分開獨立控制的機器人同時參賽，優點是不容易被擊倒(在規則中必須擊倒集群機器人的50%才算成功擊倒)且可以使用包夾、誘導敵人等多人戰術，缺點是單台多機器人的戰鬥力遠不及一般的格鬥機器人，在隊友已被擊倒時劣勢極大。
- 迷你機器人（滋擾機器人）/Minibots (nuisancebots) —與多機器人的概念類似，迷你機器人是小型機器人，通常不大於羽量級，與較大的主機器人並肩作戰，目的是騷擾或分散對手的注意力。他們通常具有犧牲性，並且大多不配備武器。

## 格鬥機器人的移動方式
- 輪子/wheels—最常見的移動方式。
- 履帶/Tank treads－使用履帶或皮帶代替輪子，試圖獲得額外的牽引力。履帶通常比輪式系統更重且更容易損壞，並且在實戰中沒有太多牽引優勢。大多數時用途是為了其引人注目的外觀。
- 麥克納姆輪/Magnetic Wheels—與專門的電機控制系統一起使用，可以在機體不轉向的情況下實現任何方向的受控運動，但製作成本較高。
- 洗牌機構/Shuffling—依靠一系列的凸輪驅動系統推動機器人，在有些比賽中被視為一種行走機構，可以獲得額外的重量限額，但大多數時也被視為一種輪子的變體。[9]
- 步行/Walking—使用多個機械臂做為腳爪進行移動，格鬥機器人規則通常會給予步行機器人額外的重量限額，以抵消其較慢的速度、機制的複雜性，並鼓勵其建造。[9]

## 與格鬥機器人類似的機器人比賽
- 機器人相撲—雙方機器人試圖將對方推出擂台，而不是互相摧毀，有時這些比賽中的機器是自動化的。[11]
- 人形機器人格鬥—僅在人形機器人之間進行的格鬥比賽，和真正的綜合格鬥比賽規則類似，不以摧毀對手作為制勝條件[12]。